# Zapora Andekaleka
Zapora Andekaleka – zapora na rzece Vohitra w pobliżu Andekaleki we wschodnim Madagaskarze. Została zbudowana, aby zasilać pobliską elektrownię.  

## Opis
Ponieważ rzeki tropikalne niosą dużo zanieczyszczeń takich jak: muł liście czy gałęzie, na potrzeby elektrowni została zbudowana tama, która ma umożliwić pobór czystej wody. Woda jest pobierana i przesyłana 4 km tunelem do podziemnej elektrowni i po napędzeniu turbin kolejnym tunelem o długości 500 metrów wraca do rzeki. Spadek pomiędzy tamą a elektrownią wynosi 235 m. Betonowa zapora ma 10 m wysokości i 125 długości. 

## Historia
142,1 miliona USD na budowę zapory i elektrowni przekazał Bank Światowy. Budowa została rozpoczęta w 1978 i ukończona w 1982 roku. Pomimo że w elektrowni mogły zmieścić się 4 generatory, w momencie otwarcia, w 1982 roku, umieszczono dwa, a kolejny został zainstalowany w 2012 przez chińską firmę Sinohydro. Dwie pierwsze turbiny miały moc 29 MW, a kolejna 34 MW, co dawało moc 92 MW. Firma Jirama postanowiła w 2017 roku zainstalować dodatkową turbinę. Pożyczki w wysokości 24, 5 mln euro udzielił Europejski Bank Inwestycyjny. W styczniu 2020 roku z powodu opadów i dużego zamulenia wody produkcja elektrowni spadła do 35 MW. 

## Zarządca
Elektrownią, tak jak całą siecią, przesyłem i dystrybucją energii elektrycznej na Madagaskarze zarządza państwowa spółka Jirama. Powstała ona w październiku 1975 roku i do 1999 roku miała monopol na swoje usługi. 

## Filatelistyka
W 1982 roku zapora została umieszczona na znaczku Paositra Malagasy o nominale 16 arianów. 